# ریچارد اچ. گیگن

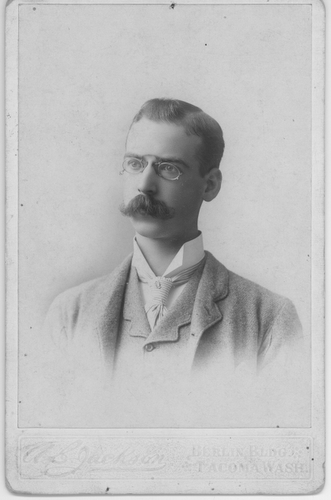
تصویری از ریچارد در سال ۱۸۹۵ میلادی

ریچارد اچ. گِیگِن یا ریچارد هنری گِیگِن (به انگلیسی: Richard Henry GEOGHEGAN) (/ˈɡeɪɡən/) (زادهٔ ۸ ژانویهٔ ۱۸۶۶ در بِرکِن‌هِد، چِشِر، انگلستان، درگذشتهٔ ۲۷ اکتبر ۱۹۴۳ در آلاسکا) نخستین اسپرانتودان انگلیسی‌زبان، اولین مترجم کتاب اول به زبان انگلیسی (۱۸۸۹)، و واژه‌شناس شهیر ایرلندی‌الاصل انگلیسی بود که بعدها به تابعیت آمریکا درآمد.

## زندگی گیگن در انگلستان
گیگن در سومین سال زندگی‌اش از پله‌ها افتاد و در نتیجهٔ این تصادف در طول مابقی عمرش معلول بود و به‌زحمت و با کمک عصاهای زیربغل راه می‌رفت. گوئی به‌خاطر این معلولیت فیزیکی، از جوانی توانائی‌های ذهنی خارق‌العاده‌ای از خود نشان داد - به‌ویژه در ارتباط با فراگیری زبان‌های گوناگون. هنگامی که ۱۷ سال داشت به زبان‌های شرقی علاقه‌مند شد و در سال ۱۸۸۴ برای تحصیل در رشتهٔ زبان چینی وارد دانشگاه آکسفورد شد. از آنجا که دانش‌جوئی برجسته بود، موفق به دریافت دو بورس نیز گردید، ولی مدرک دانشگاهی اتمام دورهٔ زبان چینی به او اهدا نشد، چرا که تا سال ۱۹۳۶ برای اتمام رشتهٔ زبان چینی در دانشگاه آکسفورد اصولاً مدرکی داده نمی‌شد.

## فعالیت‌های گیگن دردنیای اسپرانتو
در همان پائیز سال ۱۸۸۷ (هنگامیکه به‌تازگی زبان اسپرانتو در جهان منتشر شده بود)، گیگن مقاله‌ای راجع به زبان جدید اسپرانتو خواند، و فوراً با دکتر لودویک زامنهوف، مبدع زبان فراساخته‌ی اسپرانتو، به لاتین مکاتبه کرد. در پاسخ به این نامهٔ او، زامنهوف روایت آلمانی کتاب اول خود را برای او ارسال کرد. گیگن توسط این کتاب زبان اسپرانتو را به‌خوبی آموخت، و پس از مدت کوتاهی روایت انگلیسی این کتاب را نیز از زامنهوف دریافت کرد. این ترجمه، که توسط یکی از اهالی ورشو و با نام مستعار «J. St.» (که نام واقعی‌اش جولیان اشتینهاوس Julian Steinhaus بود) انجام شده بود، همراه با اشتباهات و کج‌فهمی‌های زیادی بود. گیگن در پاسخ به دکتر زامنهوف، ضمن ابراز این موضوع، گفت که این روایت تنها باعث به استهزاء گرفتن اسپرانتو توسط خوانندگان انگلیسی‌زبان آن خواهد شد. در نتیجه، زامنهوف از گیگن درخواست کرد تا خودش ترجمهٔ مناسبی از روایت آلمانی این کتاب به انگلیسی بکند. گیگن این کار را به انجام رسانید، و به این ترتیب ترجمهٔ اشتینهاوس جمع‌آوری و ترجمهٔ گیگن در سال ۱۸۸۹ منتشر گردید. در آدرس‌نامه‌ی اول شمارهٔ گیگن ۲۶۴ است.

## مهاجرت گیگن به واشینگتن (آمریکا)
ریچارد گیگن در پایان سال ۱۸۸۷ آکسفورد را به قصد لندن ترک کرد و در آن‌جا معلم زبان‌های کلاسیک شد و در سال ۱۸۹۱ هم‌راه با مادر بیوه و برادران و خواهرانش به ده‌کدهٔ ایست‌ساند واقع در گوشهٔ شمال‌غربی آمریکا، مهاجرت کرد. از آن‌جا که در محیط ماهی‌گیری-زراعی این منطقه کار مناسبی برای او یافت نمی‌شد، در سال ۱۸۹۳ به تاکوما در ایالت واشینگتن رفت و به کار تندنویسی برای اسقف آنگلیکن و سپس کنسول انگلستان و ژاپن در آن‌جا مشغول شد. در همان زمان با چند تن از زبان‌شناسان دیگر، انجمن واژه‌شناسی ایالت واشینگتن را تأسیس کرد و خودش آثار باارزشی را دربارهٔ ارتباط بین سامانه‌های نوشتن زبان‌های شرقی و آمریکایی و هم‌چنین سامانه‌های گاه‌شماری تألیف نمود.
در سال ۱۹۰۳ دعوت قاضی معروف جیمز ویکرشام را پذیرفت و برای تندنویسی در دادگاه به آلاسکا مهاجرت کرد. در سال ۱۹۰۵ (سال برپائی نخستین همایش جهانی اسپرانتو در فرانسه)، گیگن به‌عنوان رئیس انجمن اسپرانتوی آمریکا، که به‌تازگی تأسیس شده بود، انتخاب شد و لی به‌خاطر دوری خود، قادر به ریاست آن نگردید.

## آثار گیگن
علی‌رغم آب‌وهوای سخت آلاسکا، سبک زندگی غیررسمی آن و امکان مطالعهٔ زبان آلوت و دیگر زبان‌های بومی منطقه از نزدیک، ماندن در آن‌جا را برای گیگن خوشایند می‌ساخت. او زندگی ساده‌ای داشت و اغلب در کلبه‌های چوبی ساکن بود و اکثر ساکنان نمی‌دانستند که هم‌سایهٔ آن‌ها زبان‌شناسی مشهور است، که بر ده‌ها زبان جهان تسلط دارد و با بزرگ‌ترین زبان‌شناسان و مجلات زبان‌شناسی دنیا در ارتباط است.
گیگن اسپرانتیست بزرگی بود و در آغاز تأسیس کمیته‌ی زبان اسپرانتو (۱۹۰۵)، که بعدها به آکادمی اسپرانتو تبدیل شد، به‌عنوان عضوی از آن انتخاب گردید.
استفادهٔ او از اسپرانتو، به‌خاطر دورافتاده بودن محل اقامتش، اکثراً به‌صورت کتبی بود و نخستین اسپرانتیستی که با او صحبت شفاهی می‌کرد، ویلهلم هاینریش ترومپیتر (Wilhelm Heinrich Trompeter) بود (دههٔ ۱۸۹۰).
متآسفانه بسیاری از کتاب‌ها و نامه‌نگاری‌های باارزش او با بزرگانی مانند لودویک زامنهوف و مطالب نایاب بسیاری در مورد زبان‌های ناشناخته، هنگام آتش‌سوزی خانه در سال ۱۹۰۶ از بین رفتند.
به احتمال قوی، برجسته‌ترین اثر گیگن در زمینهٔ زبان‌شناسی تدوین واژه‌نامه و گرامر زبان آلوت جزایر آلاسکا است، که از سال ۱۹۰۳ بر روی آن کار می‌کرد و تنها یک سال پس از فوتش، در سال ۱۹۴۴ منتشر گردید، که هنوز هم اصلی‌ترین اثر به زبان انگلیسی در این زمینه به‌شمار می‌آید.